# Balatoncsicsó
Balatoncsicsó là một thị trấn thuộc hạt Veszprém, Hungary. Thị trấn này có diện tích 13,2 km², dân số năm 2010 là 213 người, mật độ 16 người/km².